# Dysfunkcja
Dysfunkcja – obserwowalne skutki zjawiska społecznego zmniejszające w przeciwieństwie do eufunkcji adaptację (modyfikację) systemu społecznego, przy czym dane zjawisko może mieć skutki funkcjonalne i dysfunkcjonalne jednocześnie. Przykładowo, konsekwencją wyróżniania grup własnych i obcych jest pomniejszanie zasług np. mniejszości etnicznej przez przedstawicieli kultury dominującej, co prowadzi do autonegacji osiągnięć przez członków takiej mniejszości i ich podporządkowania. Dysfunkcjonalność elementów systemu społecznego może dotyczyć konsekwencji wobec systemu jako całości, jak również wobec innych jego elementów. W ten sposób określane są też negatywne skutki dewiacji dla funkcjonowania zbiorowości.
Pojęcie to, poprzez przyjęcie napięć i deformacji w systemie społecznym, pozwala na analizę dynamiki i zmian. Umożliwia postawienie pytań o to, co powoduje, że dysfunkcje wewnątrz systemu nie prowadzą do niestabilności i czy ich wzrost wewnątrz systemu prowadzić będzie do zmian umożliwiających redukcję dysfunkcji.
Termin wprowadzony został do socjologii przez Roberta Mertona. Chociaż był marginalizowany przez funkcjonalistów, to prowadzić mógł do powiązania funkcjonalizmu z teorią konfliktu.